# Mardoud

Le mardoud, ou mkhelaâ à Ouargla, est un plat traditionnel algérien, composé de gros grains de couscous et accompagné d'une sauce épicée à la viande de mouton et aux légumes frais et secs.

## Origine
Le mardoud est originaire des régions sahariennes de l'Algérie.

## Consommation
Ce plat est consommé par les habitants de plusieurs régions sahariennes, notamment la Saoura, plus précisément l'oasis de Adrar, de Ghardaïa, de Aïn Sefra, mais aussi dans les villes de Laghouat et de Oaurgla, ainsi que dans les régions centrales montagnardes, comme le djebel Amour.

## Préparation
Ce plat se consomme surtout pour de grandes occasions, comme le Mawlid (naissance du prophète), le troisième jour de la vie d'un nouveau-né, le nouvel an berbère, mais aussi pour lutter contre les hivers rudes du Sahara.

## Variantes
Le mardoud peut être aussi un plat sucré, accompagné généralement de confiture de datte. Une autre variante existe, préparée à partir de grains de maïs, qui est surtout consommée par la tribu des Ouled Khawa.

## Culture
Durant la nuit de la célébration du Mawlid, les femmes de la tribu Ouled Naïl du djbel Amour chantent une musique traditionnelle pour rendre hommage au Mawlid et au mardoud : Laïlat El Maouled ou achana mardoud, qui se traduit par « Nuit du Mawlid et notre dîner est le mardoud ».